# Živaja
Živaja är ett samhälle i Kroatien.   Det ligger i länet Moslavina, i den östra delen av landet, 90 km sydost om huvudstaden Zagreb. Živaja ligger 97 meter över havet och antalet invånare är 309.
Terrängen runt Živaja är platt. Runt Živaja är det ganska tätbefolkat, med 67 invånare per kvadratkilometer. Närmaste större samhälle är Hrvatska Kostajnica, 14,5 km väster om Živaja. Omgivningarna runt Živaja är en mosaik av jordbruksmark och naturlig växtlighet.